# Ajeeb

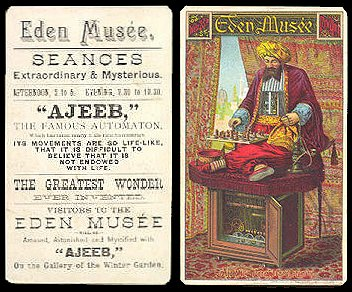
Une annonce pour Ajeeb.

Ajeeb est un « automate » joueur d'échecs créé par Charles Hooper présenté au Royal Polytechnical Institute en 1868. À l'instar du Turc mécanique, il s'agit en réalité d'une personne dissimulée et qui manipule les pièces. Les spectacles d'Ajeeb attirent des foules de milliers de spectateurs lors de parties contre Harry Houdini, Theodore Roosevelt et O. Henry.
Les joueurs dissimulés sont Harry Nelson Pillsbury (1898-1904), Albert Hodges, Constant Ferdinand Burille (en).
Dans la tradition des prétendus automates joueur d'échecs, Ajeeb a succédé au Turc mécanique et a précédé Mephisto,.
Après de nombreux spectacles à Coney Island (New York), Ajeeb fut détruit dans un incendie en 1929.
Ajeeb est un mot arabe signifiant étrange ou inexplicable.